# Glory Road
Glory Road (bra: Estrada para a Glória; prt: Caminho para a Glória) é um filme estadunidense de 2006, do gênero drama biográfico, dirigido por James Gartner, com roteiro de Chris Cleveland e Bettina Gilois baseado no livro Glory Road, de Don Haskins e Daniel Wetzel.
Lançado nos cinemas dos Estados Unidos em 13 de janeiro de 2006, o filme dramatiza a história real de uma partida de basquete universitário masculino (NCAA) da final do Campeonato Nacional norte-americano de 1966, entre as equipes dos Miners do Texas Ocidental,treinada pelo renomado Don Haskins, contra o Wildcats da Universidade do Kentucky. O jogo se tornou histórico pois foi a primeira vez que um time universitário da Divisão Principal atuou com todos os jogadores sendo negros. A trama explora temas do racismo, discriminação e atletas estudantis.
A realização foi uma coprodução de Walt Disney Pictures, Jerry Bruckheimer Films, Texas Western Productions e Glory Road Productions e a distribuição foi de Buena Vista Pictures (cinema) e Buena Vista Home Entertainment (mercado de vídeo). O filme foi indicado para vários prêmios, inclusive o Humanitas Prize; venceu o ESPY Award de 2006 por "Melhor filme sobre esportes". Foi indicado em 2007 como "Melhor roteiro adaptado ou original" e "Melhor Canção original ou adaptada" para o Prêmio Black Reel.
A trilha sonora da Hollywood Records foi lançada em 10 de janeiro de 2006, tendo sido composta por  Trevor Rabin. O DVD com trailers, entrevistas com jogadores e alunos do treinador Haskins e cenas cortadas foi lançado no mercado norte-americano em 6 de junho de 2006.

## Elenco

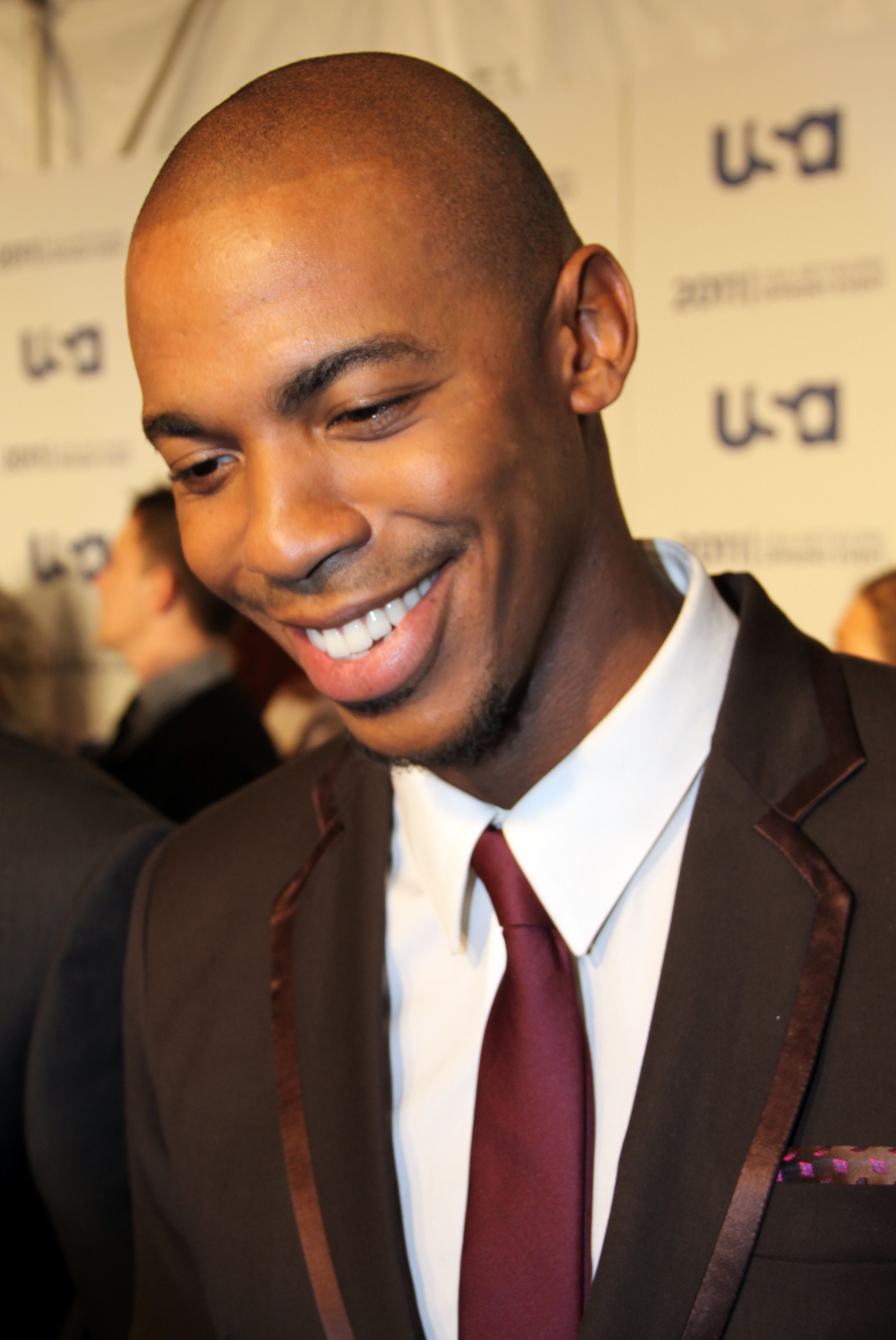
Ator coadjuvante Mehcad Brooks, que interpreta o jogador de basquete universitário afro-americano Harry Flournoy

| Ator             | Personagem                                                   |
| ---------------- | ------------------------------------------------------------ |
| Josh Lucas       | Don Haskins                                                  |
| Derek Luke       | Bobby Joe Hill                                               |
| Austin Nichols   | Jerry Armstrong (número 10)                                  |
| Jon Voight       | Adolph Rupp                                                  |
| Evan Jones       | Moe Iba                                                      |
| Schin A.S. Kerr  | David Lattin, o "Big Daddy"                                  |
| Alphonso McAuley | Orsten Artis                                                 |
| Emily Deschanel  | Mary Haskins (esposa de Don Haskins)                         |
| Mehcad Brooks    | Harry Flournoy, capitão do time que se machuca no jogo final |
| Al Shearer       | Nevil Shed                                                   |
| Sam Jones III    | Willie Worsley                                               |
| Damaine Radcliff | Willie Cager                                                 |
| Paul Shirley     | #50 do Iowa                                                  |
| Damaine Radcliff | Willie 'Scoops' Cager                                        |
| Red West         | Ross Moore                                                   |

## Produção

### Desenvolvimento
Glory Road foi inspirado na história real como descrita pelo treinador da equipe de basquete da Texas Western em livro autobiográfico do mesmo título, que se tornou um bestseller lançado em 2005 pela Hyperion Books. O livro detalha os primeiros anos de vida esportiva de Haskins, atuando como jogador e depois como técnico de um time feminino. Como no filme, a história destaca o jogo final de 1966 da Texas Western e o campeonato daquele ano. Teve cinco reimpressões nos primeiros quatro meses e foi selecionado como "Editor's Choice" ("Escolha do Editor") pelo New York Times Book Review. Adicionalmente, Glory Road é o nome de uma rua do campus da UTEP, próxima da Sun Bowl, renomeada em honra do campeonato de 1966 da NCAA.
Perguntado mais tarde sobre sua decisão de escalar cinco jogadores negros no jogo decisivo, Haskins minimiza o significado desse gesto (tradução livre): "Eu realmente não pensei em começar com cinco jogadores negros. Eu apenas queria colocar meus melhores atletas na quadra. Eu só queria vencer aquela partida". Apesar de apontado como uma causa da mesclagem racial que aconteceu nos times de basquete do Sul dos Estados Unidos, ele escreveu em seu livro (tradução livre): "Eu certamente não esperava ser um pioneiro da luta contra o racismo ou mudar o mundo ".
Durante os créditos finais, cenas de entrevistas com alguns jogadores reais dos times da final foram mostradas, incluindo o treinador da NBA Pat Riley. Don Haskins aparece como um figurante no posto de gasolina, e David Lattin também aparece como um bartender.
Os jogadores do time de 1966 foram David Lattin, Bobby Joe Hill, Willie Cager, Willie Worsley, Jerry Armstrong, Orsten Artis, Nevil Shed, Harry Flournoy, Togo Railey, Louis Baudoin, Dick Myers e David Palacio. A equipe entrou para o Hall da Fama em 7 de setembro de 2007, dez anos depois do treinador Don Haskins ter sido agraciado com a mesma honraria.
O filme omite um jogo crucial do campeonato vencido pelo Texas Western. Em 18 de março de 1966, os Miners derrotaram o Utah por 85-78 nas Semifinais e avançaram para o campeonato nacional naquela noite. No filme eles jogaram contra o Kansas na final regional, o que é incorreto

### Filmagens
Muitas cenas do filme tiveram locação na University of Texas at El Paso ou Universidade do Texas de El Paso (UTEP), antes Texas Western College ou Faculdade do Texas Ocidental, e El Paso High School em El Paso, Texas. Outras cenas foram realizadas na Southeastern Louisiana University em Hammond (Luisiana), Jesuit High School (New Orleans) e Douglas High School, antiga F. T. Nicholls High School, em New Orleans, Louisiana, e Chalmette High School em Chalmette, Louisiana. A cena da lanchonete IHOP foi realizada no antigo Airline Motors Diner da rodovia Airline Highway ao oeste de New Orleans. A escola do jogo feminino era a de Fort Worth, Texas. No começo do filme é mostrada realmente a fachada de El Paso High School em El Paso. O refeitório era da  Booker T. Washington High School, a primeira escola secundária construída em New Orleans para alunos afro-americanos. Nas cenas iniciais da Texas Western College, aparecem as torres da Wells Fargo Plaza e do Chase Bank Building do centro de El Paso. O Wells Fargo Plaza só foi completado em 1971 e o Chase Bank Building era ainda o Texas Commerce Bank no início da década de 1990. Ralph Strangis (locutor da Dallas Stars) teve um pequeno papel de membro de equipe técnica de televisão da quadra. Ben Affleck fora a primeira escolha para o papel de Don Haskins, mas desistiu por outros compromissos. A Kirk Hinrich, jogador da NBA, foi oferecido também uma participação, que não aceitou por problemas de agenda.
Durante a cena do jogo entre Texas Western e Universidade de Seattle, o locutor anuncia inadvertidamente a sigla WTSM, uma canal de rádio FM de esportes de Tallahassee, Flórida quando deveria ter dito KTSM-AM, uma estação de rádio de El Paso, Texas.

### Controvérsia
Os torcedores do Kentucky Wildcat e os ajudantes de Adolph Rupp reclamaram que o filme deixa implícito que o técnico da Universidade do Kentucky fosse racista, como na cena em que o jogador negro Bobby Joe Hill diz que não teria sido recrutado por ele. Como outros times da Conferência do Sudeste,o de Kentucky só contava com atletas brancos, mas foi o primeiro time da SEC em jogos inter-conferencias que tiveram jogadores negros (começando na década de 1950) e, na verdade, substituíram Alabama (1956) e  Mississippi (1959-1961) no Torneio da NCAA após as respectivas legislaturas e/ou reitores universitários recusarem convites porque jogariam contra equipes com mescla de jogadores. Iniciando em 1964, Rupp recrutou os nativos do Kentucky Wes Unseld e Butch Beard juntamente com outros oito jogadores negros que receberam bolsas antes de Tom Payne que em 1969 se tornou o primeiro jogador negro do Reino Unido. Mas quando atuavam foram alertados pelo treinador das dificuldades raciais que sofreriam em jogos da SEC (assim como Branch Rickey disse a Jackie Robinson) e Unseld e Beard se transferiram para o Louisville. Os críticos de Rupp alegam que o treinador deveria ter sido mais firme nas tentativas de mesclar as suas equipes.
Também se afirma que não é verdade que bandeiras confederadas e bandas que tocassem Dixie no Cole Field House, ofensivos aos atletas afro-americanos, fossem vistas durante o jogo. Cole Field House no campus da Universidade de Maryland foi a primeira escola que trouxe jogos com atletas mesclados na Conferência da Costa Atlântica em 1964.
No jogo entre East Texas State University e Texas Western, os torcedores do East Texas State são mostrados jogando pipocas e bebidas nos atletas adversários,e dizendo refrões racistas. Em cena posterior, palavras racistas foram pintadas nos quartos do hotel dos jogadores negros. Esses eventos nunca aconteceram ali e a Texas A&M University–Commerce (antiga East Texas State University) pediu desculpas da Disney e dos produtores do filme. Disney não se desculpou diretamente, explicando que o filme não era um documentário e que houve a necessidade de compactar eventos dadas as limitações do filme, e que a Disney não teve a intenção de denegrir qualquer grupo e se desculpou por qualquer mal-entendido. O reitor da Texas A&M–Commerce disse que desculpou o modo com que a escola aparece no filme, e que era duro de acreditar que a Disney tivesse alguma intenção. A cena levou a que o Senado do Texas considerasse que a receita do filme financiasse ajudas ao Estado pela forma com que o retrata negativamente

### Trilha Sonora
| Glory Road Original Soundtrack |                                               |         |  |
| N.º                            | Título                                        | Duração |  |
| 1.                             | "People Get Ready"                            | 2:43    |  |
| 2.                             | "Ain't That Peculiar"                         | 3:00    |  |
| 3.                             | "Uptight (Everything's Alright)"              | 2:54    |  |
| 4.                             | "Dancing in the Street"                       | 2:40    |  |
| 5.                             | "I'm on my way to Canaan"                     | 3:23    |  |
| 6.                             | "Can You Do It"                               | 2:20    |  |
| 7.                             | "Shake It Up Baby (aka Twist And Shout)"      | 2:30    |  |
| 8.                             | "Down in the Boondocks"                       | 2:36    |  |
| 9.                             | "I've Been Loving You Too Long (To Stop Now)" | 3:13    |  |
| 10.                            | "Ain't That Good News"                        | 2:40    |  |
| 11.                            | "I Will Make The Darkness Light"              | 2:25    |  |
| 12.                            | "Glory Road"                                  | 4:19    |  |
| Duração total:                 | Duração total:                                | 32:43   |  |